# 주한 레바논 대사관
주한 레바논 대사관(아랍어: سفارة لبنان لدى جمهورية كوريا, 프랑스어: Ambassade du Liban en Corée)은 대한민국 서울특별시 용산구 이태원동 3-3에 위치하고 있는 레바논 대사관이다. 현직 주한 레바논 대사는 앙투안 아잠이다.

## 역사
레바논과 대한민국은 공식적인 외교 관계 수립 이전인 1969년 대한민국이 레바논의 베이루트에 통상대표부를 설치하였으며, 1981년 2월 남북한이 동시에 외교 관계를 맺었다. 대한민국은 1981년 2월 주레바논 대한민국 대사관을 개설하고 레바논은 1993년 1월 20일 주한 레바논 대사관을 개설하였다. 레바논의 우파 그리스도교 세력은 대한민국에 호의적이고, 좌파 이슬람교 세력은 조선민주주의인민공화국에 호의적이어서 남북한 등거리 외교를 펴고 있다.
레바논은 분단국에 대한 전통적 중립 정책에 따라 남북한 등거리 외교 정책을 유지해 오다가 대한민국의 국력 상승, 국제적 위상 강화와 함께 양국간 실질 협력관계가 증진하면서 대한민국에 대해 우호적 태도로 변화하고 있다.

## 주요 업무
주요 업무는 대한민국 정부와의 외교, 교섭, 무역 진흥, 자국의 외교 정책 및 문화 홍보, 대한민국 거주 레바논 국민의 보호 감독, 여권 발급, 국적, 호적 업무, 레바논 여행객에 대한 사증 발급 등이다. 레바논에 입국하기 위해서는 사증을 발급받아야 하며 사증을 받기 위해서는 여권에 이스라엘 출입국 도장이 없어야 한다.

## 같이 보기
- 레바논의 재외공관 목록
- 대한민국 주재 외국공관 목록
- 대한민국-레바논 관계
- 주레바논 대한민국 대사관